# Chú bé Martin
Martin Morning (tiếng Pháp: Martin Matin) là một loạt phim hoạt hình của Pháp gồm 78 tập phim, được tạo ra vào năm 2002 bởi Denis Olivieri, Claude Prothée và Luc Vinciguerra, do Millimages sản xuất cùng với Les Cartooneurs Associés. Hoạt hình được thực hiện bởi Công ty hoạt hình Jingri Thượng Hải.

## Nội dung tóm tắt
Martin, một cậu bé chín tuổi bình thường, có một đặc điểm kỳ lạ: mỗi sáng anh thức dậy để thấy mình biến thành những sinh vật tuyệt vời và huyền thoại - một phù thủy Merlin, một pharaoh, một người thượng cổ, một ma cà rồng, một siêu anh hùng và nhiều hơn nữa biến đổi. Mặc dù có sự biến đổi, anh ấy vẫn đi học với bạn bè của mình, và những cuộc phiêu lưu sau đó xảy ra.

## Nhân vật
- Martin Morning, nhân vật chính, là một cậu bé chín tuổi bình thường khác, ngoại trừ mái tóc đỏ (da cam) và đôi mắt màu xanh dương, người thấy mình biến đổi mỗi sáng thành những hình dạng phi thường.
- Gromo là người bạn tốt nhất của Martin và là, người hâm mộ lớn nhất của những biến đổi của anh và rất thích tham gia những cuộc phiêu lưu tiếp theo.
- Roxanne là lớp trưởng của Gromo và Martin. Cô là bạn gái của Martin, cô tham gia vào cuộc phiêu lưu chuyển đổi của Martin mặc dù, đôi khi cô không thích nó khi Martin biến đổi. Trong mùa 2, cô ấy không thường xuyên xuất hiện với Martin.
- Ông Grinsle là hiệu phó của trường Martin, và tin rằng Martin là một mối đe dọa, do sự biến đổi của ông. Ông tin rằng ông Pickle là quá tốt với các học sinh, đặc biệt là Martin, và mong muốn có vị trí mình là hiệu trưởng.
- Ông Pickle là hiệu trưởng của trường Martin.
- Toughy là kẻ hay bắt nạt trong trường, hắn thường bắt nạt Martin và bạn bè của mình.